# Linhenykus
Linhenykus és un gènere extint de dinosaure teròpode dins la família Alvarezsauridae del període Cretaci tardà trobat a la Mongòlia interior, Xina. El gènere rep el nom del districte xinès de Linhe, on es van trobar els fòssils i del grec,onyx, "urpa". El nom específic deriva del grec monos, "un sol daktylos, "dit", fent referència al fet que és l'únic dinosaure no aviari que té un sol dit.

## Descripció
Linhenykus era de mida petita, ja que només feia 30 m de llarg, el fèmur feia 7 cm de llarg.